# Alan van der Merwe
Alan van der Merwe (Johannesburg, 31 januari 1980) is een Zuid-Afrikaanse autocoureur. Hij begon in 1997 met karten en werd in 1998 Nederlands ICA-kampioen. Daarna ging hij naar de autosport en won in 2001 het Zuid-Afrikaanse Formule Ford-festival. In dat jaar reed hij ook in het Brits Formule 3-kampioenschap, waar hij derde werd. In 2003 werd hij kampioen. In 2004 reed hij in het Formule 3000-kampioenschap voor het Super Nova International-team.
Hij werd opgenomen in het Honda F1 Young Drivers Program in 2005. Bij het Bonneville 400-project doorbrak hij in 2007 de 400-kilometer-per-uur-grens op de Bonneville Zoutvlakte met een Honda F1-auto. In 2005 en 2006 was Alan actief in het A1GP-kampioenschap voor Team Zuid-Afrika. Hij won één race en haalde in totaal 20 punten.
In 2008 reed Van der Merwe voor het JWA-team in de Le Mans Series. Bij zijn debuut in de Aston Martin Vantage GT2 finishte hij, met teamgenoten Tim Sugden en Michael Outzen als zevende.
Van der Merwe was van 2009 tot en met 2021 de bestuurder van de medical car (doktersauto) in de Formule 1. Na het seizoen van 2021 werd hij vervangen omdat hij weigerde zich te vaccineren voor Covid-19